# Bảo chính đoàn
Bảo chính Đoàn là một tổ chức bán quân sự của Đại Việt Quốc dân Đảng thành lập trong vùng kiểm soát của thực dân Pháp giai đoạn 1945-1954 ở miền Bắc Việt Nam nhằm mục đích bảo vệ chính quyền Quốc gia Việt Nam do các đảng viên Đại Việt giữ các vị trí then chốt.

## Lịch sử
Tiền thân của tổ chức này là tổ chức Thanh niên Bảo quốc Đoàn, do các ông Nguyễn Hữu Trí, Nguyễn Tôn Hoàn, Hà Thúc Ký, Phạm Thái, Trần Văn Xuân.v.v... thành lập (khoảng tháng 12/1949), để tập hợp, quy tụ số thanh niên nam nữ trong vùng Pháp kiểm soát ở Bắc Việt, bằng các hình thức như: hướng đạo, các hoạt động văn hóa văn nghệ, thể dục, thể thao... tạo ra lực lượng hậu thuẫn, gây thanh thế cho đảng Đại Việt.
Sau khi chính phủ Bảo Đại ra đời (năm 1949), nhiều yếu nhân của đảng Đại Việt giữ trọng trách trong chính phủ mới, như: Phan Huy Quát-Tổng trưởng Bộ Quốc phòng; Lê Thăng-Tổng trưởng Bộ Thông tin; Nguyễn Tôn Hoàn - Tổng trưởng Bộ Thanh niên; Nguyễn Hữu Trí - Thủ hiến Bắc Việt; Nguyễn Đình Tài - Giám đốc Nha công an v.v... thì Bảo Quốc đoàn được quân sự hóa dần dần trở thành Bảo Chính đoàn, tuyển mộ thanh niên để huấn luyện, biên chế theo mô hình quân đội Pháp, nhận trang bị và vũ khí Pháp, được điều hành bởi các sĩ quan chỉ huy trực tiếp là đảng viên Đại Việt.
Bảo chính Đoàn có quan hệ chặt chẽ với Đoàn Quân thứ Hành chánh Lưu động (GAMO-Groupe Administratif Mobile Operationnel) và lực lượng bán vũ trang Hương Dũng Đoàn, gây nhiều tổn thất cho Việt Minh ở Bắc Việt.